# Jan Mertzig
Jan Göran Mertzig, född 18 juli 1970 i Huddinge församling, är en svensk före detta professionell ishockeyspelare. Han inledde sin seniorkarriär med moderklubben Huddinge IK, med vilka han spelade mellan säsongerna 1989/90 och 1994/95 i Division I. Inför säsongen 1995/96 blev Mertzig värvad till Elitserien av Luleå HF. Under debutåret utsågs han till Årets nykomling i Elitserien och de två följande säsongerna tog han både SM-guld och silver med Luleå.
Under sommaren 1998 blev han vald i NHL Entry Draft i den nionde rundan som 235:e spelare totalt av New York Rangers. Kort därefter lämnade han Luleå för spel med Rangers i NHL, för vilka han spelade totalt 23 matcher. Under samma säsong spelade han också för Rangers farmarlag Hartford Wolf Pack och Utah Grizzlies i AHL och IHL. Mertzig lämnade Nordamerika efter en säsong och tillbringade de tre följande säsongerna med EC KAC i EBEL där han tog två inhemska guld. 2002 återvände han till Sverige, för spel med Linköping HC. Kort därefter tvingades han dock avsluta karriären på grund av en blodpropp i låret.
Mertzig representerade Tre kronor vid VM 1998 där Sverige vann guld.
Mertzig har arbetat som målare och har studerat på polishögskolan. Han arbetar som polis i söderförort i Stockholm.

## Karriär

### Klubblag
Mertzig gjorde seniordebut med moderklubben Huddinge IK i Division I säsongen 1989/90 då han spelade elva matcher för klubben. Säsongen därpå, vid 20 års ålder, spelade han 16 matcher i Division I och noterades för fem mål och fyra assistpoäng. Säsongen 1991/92 hade han etablerat sig i klubben och var ordinarie i laget. Totalt spelade han sex säsonger i Huddinge.
Inför säsongen 1995/96 värvades Mertzig till Luleå HF. Under sin första säsong i Elitserien stod Mertzig för 17 poäng på 38 grundseriematcher (åtta mål, nio assist). Luleå vann grundserien och Mertzig utsågs till årets nykomling i Elitserien. I SM-slutspelet slog Luleå ut Malmö IF i kvartsfinal (3–2) och Färjestad BK i semifinal (3–1). Klubben vann sedan sitt första SM-guld sedan man besegrat Frölunda HC i finalserien med 3–1 i matcher. I den sista finalmatchen, som slutade med en 3–2-seger, öppnade Mertzig målskyttet. I slutspelet noterades han för tre mål och tre assistpoäng på 13 matcher.
Säsongen därpå blev Mertzigs poängmässigt främsta i Elitserien. Han slutade på sjätte plats i backarnas poängliga och var Luleås poängmässigt bästa back med 25 poäng på 47 grundseriematcher. Med 15 gjorda mål blev han tvåa, bakom Petteri Nummelin, i backarnas skytteliga i grundserien. Laget slutade tvåa i grundserien och för andra året i följd tog man sig till SM-final, sedan man besegrat Frölunda HC och AIK i kvarts-, respektive semifinal (båda med 3–0 i matcher). I finalserien besegrades man dock av Färjestad BK med 3–i matcher och Mertzig tilldelades därmed ett SM-silver. Mertzig spelade sedan ytterligare en tredje och sista säsong med Luleå. Mertzig var åter lagets poängmässigt bästa back med 15 poäng på 45 grundseriematcher. Laget var det åttonde och sista att ta sig till SM-slutspel. Väl där åkte man ut i den första rundan efter att ha förlorat med 3–0 i matcher mot Färjestad BK. Luleå mäktade endast med att göra ett enda mål på dessa tre matcher, vilket gjordes av Mertzig.
Mertzig var nästan 28 år gammal när han blev vald i NHL Entry Draft under sommaren 1998 i den nionde rundan som 235:e spelare totalt av New York Rangers. Den 28 juli samma år meddelade Rangers att man skrivit ett avtal med Mertzig. Den 9 oktober 1998 gjorde han NHL-debut i en 1–0-förlust mot Philadelphia Flyers. Från oktober fram till slutet av november 1998 var Mertzig ordinarie i Rangers. Därefter spelade han för klubbens farmarlag Hartford Wolf Pack och Utah Grizzlies i AHL respektive IHL. I januari 1999 blev han återuppkallad till Rangers och spelade ytterligare fyra matcher i NHL. Totalt noterades han för två assistpoäng på 23 NHL-matcher. Han spelade främst för Wolf Pack i AHL, där han på 35 matcher stod för tre mål och två assist. I IHL gjorde han en assist på fem spelade matcher för Grizzlies.
Efter en säsong i Nordamerika återvände Mertzig till Europa, då han skrev på för EC KAC i den österrikiska ishockeyligan. Under sina två första säsonger i klubben vann han inhemskt guld med EC KAC. I sin första och tredje säsong i laget var han lagets poängmässigt främste back. På tre säsonger i Österrike noterades Mertzig för 112 poäng på 127 matcher (32 mål, 80 assist).
Den 25 februari 2002 meddelade Linköping HC i Elitserien att man skrivit ett tvåårsavtal med Mertzig, med option på ytterligare två säsonger. Efter att ha spelat 28 grundseriematcher för laget och noterats för sex assistpoäng, meddelades det i december 2002 att han drabbats av en blodpropp i benet. Mertzig spelade inte mer under säsongen och meddelade sedan, den 17 juni 2003, att han avslutat sin spelarkarriär.

### Landslag
Mertzig gjorde debut i A-landslaget den 13 december 1995 i en match mot Finland i Tammerfors. Han spelade sedan ett VM för Sverige, 1998 i Zürich. Sverige gick obesegrade genom de båda gruppspelen och slog sedan ut värdnationen Schweiz i semifinal. I finalen, som spelades i bäst av två matcher, ställdes man mot Finland. Sverige vann det första mötet med 1–0, och då det andra mötet slutade mållöst tilldelades Sverige guldet. Mertzig gick poänglös ur de fyra matcher han spelade.

## Statistik

### Klubbkarriär
| 1989–90           | Huddinge IK        | Div. I            | 11  | 0  | 1  | 1  | 6   | 2  | 0 | 0 | 0 | 0  |
| 1990–91           | Huddinge IK        | Div. I            | 16  | 5  | 4  | 9  | 6   | —  | — | — | — | —  |
| 1991–92           | Huddinge IK        | Div. I            | 28  | 1  | 6  | 7  | 10  | 4  | 2 | 0 | 2 | 4  |
| 1992–93           | Huddinge IK        | Div. I            | 35  | 3  | 7  | 10 | 18  | 9  | 1 | 0 | 1 | 10 |
| 1993–94           | Huddinge IK        | Div. I            | 35  | 5  | 7  | 12 | 26  | 2  | 1 | 0 | 1 | 4  |
| 1994–95           | Huddinge IK        | Div. I            | 34  | 10 | 8  | 18 | 16  | 2  | 0 | 1 | 1 | 0  |
| 1995–96           | Luleå HF           | Elitserien        | 38  | 8  | 9  | 17 | 14  | 13 | 3 | 3 | 6 | 6  |
| 1996–97           | Luleå HF           | Elitserien        | 47  | 15 | 10 | 25 | 30  | 9  | 0 | 2 | 2 | 4  |
| 1997–98           | Luleå HF           | Elitserien        | 45  | 7  | 8  | 15 | 22  | 3  | 1 | 0 | 1 | 4  |
| 1998–99           | New York Rangers   | NHL               | 23  | 0  | 2  | 2  | 8   | —  | — | — | — | —  |
| 1998–99           | Hartford Wolf Pack | AHL               | 35  | 3  | 2  | 5  | 14  | –  | – | – | – | –  |
| 1998–99           | Utah Grizzlies     | IHL               | 5   | 0  | 1  | 1  | 6   | —  | — | — | — | —  |
| 1999–00           | EC KAC             | IEL               | 34  | 8  | 21 | 29 | 38  | —  | — | — | — | —  |
| 1999–00           | EC KAC             | EBEL              | 16  | 8  | 5  | 13 | 14  | —  | — | — | — | —  |
| 2000–01           | EC KAC             | EBEL              | 46  | 11 | 31 | 42 | 54  | —  | — | — | — | —  |
| 2001–02           | EC KAC             | EBEL              | 31  | 5  | 23 | 28 | 34  | 11 | 1 | 8 | 9 | 31 |
| 2002–03           | Linköping HC       | Elitserien        | 28  | 0  | 6  | 6  | 34  | —  | — | — | — | —  |
| NHL totalt        | NHL totalt         | NHL totalt        | 23  | 0  | 2  | 2  | 8   | —  | — | — | — | —  |
| Elitserien totalt | Elitserien totalt  | Elitserien totalt | 158 | 30 | 33 | 63 | 100 | 25 | 4 | 5 | 9 | 14 |

### Internationellt
| År     | Lag     | Turnering | Matcher | Mål | Assists | Poäng | Utv. |
| ------ | ------- | --------- | ------- | --- | ------- | ----- | ---- |
| 1998   | Sverige | VM        | 4       | 0   | 0       | 0     | 0    |
| Totalt | Totalt  | Totalt    | 4       | 0   | 0       | 0     | 0    |